# Aimostier (Charente)
Aimostier (en francès Eymouthiers) és un municipi francès situat al departament del Charente i a la regió de la Nova Aquitània. L'any 2007 tenia 303 habitants.

## Demografia

### Població
El 2007 la població de fet d'Eymouthiers era de 303 persones. Hi havia 136 famílies de les quals 36 eren unipersonals (24 homes vivint sols i 12 dones vivint soles), 52 parelles sense fills, 44 parelles amb fills i 4 famílies monoparentals amb fills.
La població ha evolucionat segons el següent gràfic:
Habitants censats

### Habitatges
El 2007 hi havia 168 habitatges, 136 eren l'habitatge principal de la família, 23 eren segones residències i 9 estaven desocupats. Tots els 168 habitatges eren cases. Dels 136 habitatges principals, 111 estaven ocupats pels seus propietaris, 21 estaven llogats i ocupats pels llogaters i 3 estaven cedits a títol gratuït; 2 tenien una cambra, 3 en tenien dues, 28 en tenien tres, 56 en tenien quatre i 46 en tenien cinc o més. 109 habitatges disposaven pel capbaix d'una plaça de pàrquing. A 47 habitatges hi havia un automòbil i a 77 n'hi havia dos o més.

### Piràmide de població
La piràmide de població per edats i sexe el 2009 era:
| Homes | Edats   | Dones |
| ----- | ------- | ----- |
| 0     | 95 o +  | 0     |
| 0     | 90 a 94 | 0     |
| 4     | 85 a 89 | 0     |
| 0     | 80 a 84 | 0     |
| 4     | 75 a 79 | 4     |
| 8     | 70 a 74 | 8     |
| 8     | 65 a 69 | 12    |
| 20    | 60 a 64 | 12    |
| 12    | 55 a 59 | 8     |
| 8     | 50 a 54 | 8     |
| 4     | 45 a 49 | 8     |
| 20    | 40 a 44 | 20    |
| 8     | 35 a 39 | 4     |
| 12    | 30 a 34 | 8     |
| 16    | 25 a 29 | 4     |
| 12    | 20 a 24 | 12    |
| 12    | 15 a 19 | 12    |
| 8     | 10 a 14 | 20    |
| 8     | 5 a 9   | 8     |
| 4     | 0 a 4   | 4     |

## Economia
El 2007 la població en edat de treballar era de 186 persones, 145 eren actives i 41 eren inactives. De les 145 persones actives 131 estaven ocupades (68 homes i 63 dones) i 14 estaven aturades (7 homes i 7 dones). De les 41 persones inactives 16 estaven jubilades, 13 estaven estudiant i 12 estaven classificades com a «altres inactius».

### Ingressos
El 2009 a Eymouthiers hi havia 135 unitats fiscals que integraven 309,5 persones, la mediana anual d'ingressos fiscals per persona era de 16.526 €.

### Activitats econòmiques
Dels 9 establiments que hi havia el 2007, 1 era d'una empresa de construcció, 3 d'empreses de comerç i reparació d'automòbils, 4 d'empreses d'hostatgeria i restauració i 1 d'una empresa classificada com a «altres activitats de serveis».
Dels 3 establiments de servei als particulars que hi havia el 2009, 1 era un paleta i 2 restaurants.
L'únic establiment comercial que hi havia el 2009 era una fleca.
L'any 2000 a Eymouthiers hi havia 14 explotacions agrícoles que ocupaven un total de 275 hectàrees.

## Poblacions més properes
El següent diagrama mostra les poblacions més properes.